# 白亜紀
| 累代        | 代     | 紀       | 世           | 期                     | 基底年代 Mya |
| ----------- | ------ | -------- | ------------ | ---------------------- | ------------ |
| 顕生代      | 新生代 | 新生代   | 新生代       |                        | 66           |
| 顕生代      | 中生代 | 白亜紀   | 後期白亜紀   | マーストリヒチアン     | 72.1         |
| 顕生代      | 中生代 | 白亜紀   | 後期白亜紀   | カンパニアン           | 83.6         |
| 顕生代      | 中生代 | 白亜紀   | 後期白亜紀   | サントニアン           | 86.3         |
| 顕生代      | 中生代 | 白亜紀   | 後期白亜紀   | コニアシアン           | 89.8         |
| 顕生代      | 中生代 | 白亜紀   | 後期白亜紀   | チューロニアン         | 93.9         |
| 顕生代      | 中生代 | 白亜紀   | 後期白亜紀   | セノマニアン           | 100.5        |
| 顕生代      | 中生代 | 白亜紀   | 前期白亜紀   | アルビアン             | 113          |
| 顕生代      | 中生代 | 白亜紀   | 前期白亜紀   | アプチアン             | 125          |
| 顕生代      | 中生代 | 白亜紀   | 前期白亜紀   | バレミアン             | 129.4        |
| 顕生代      | 中生代 | 白亜紀   | 前期白亜紀   | オーテリビアン         | 132.9        |
| 顕生代      | 中生代 | 白亜紀   | 前期白亜紀   | バランギニアン         | 139.8        |
| 顕生代      | 中生代 | 白亜紀   | 前期白亜紀   | ベリアシアン           | 145          |
| 顕生代      | 中生代 | ジュラ紀 | 後期ジュラ紀 | チトニアン             | 152.1        |
| 顕生代      | 中生代 | ジュラ紀 | 後期ジュラ紀 | キンメリッジアン       | 157.3        |
| 顕生代      | 中生代 | ジュラ紀 | 後期ジュラ紀 | オックスフォーディアン | 163.5        |
| 顕生代      | 中生代 | ジュラ紀 | 中期ジュラ紀 | カロビアン             | 166.1        |
| 顕生代      | 中生代 | ジュラ紀 | 中期ジュラ紀 | バトニアン             | 168.3        |
| 顕生代      | 中生代 | ジュラ紀 | 中期ジュラ紀 | バッジョシアン         | 170.3        |
| 顕生代      | 中生代 | ジュラ紀 | 中期ジュラ紀 | アーレニアン           | 174.1        |
| 顕生代      | 中生代 | ジュラ紀 | 前期ジュラ紀 | トアルシアン           | 182.7        |
| 顕生代      | 中生代 | ジュラ紀 | 前期ジュラ紀 | プリンスバッキアン     | 190.8        |
| 顕生代      | 中生代 | ジュラ紀 | 前期ジュラ紀 | シネムーリアン         | 199.3        |
| 顕生代      | 中生代 | ジュラ紀 | 前期ジュラ紀 | ヘッタンギアン         | 201.3        |
| 顕生代      | 中生代 | 三畳紀   | 後期三畳紀   | レーティアン           | 208.5        |
| 顕生代      | 中生代 | 三畳紀   | 後期三畳紀   | ノーリアン             | 227          |
| 顕生代      | 中生代 | 三畳紀   | 後期三畳紀   | カーニアン             | 237          |
| 顕生代      | 中生代 | 三畳紀   | 中期三畳紀   | ラディニアン           | 242          |
| 顕生代      | 中生代 | 三畳紀   | 中期三畳紀   | アニシアン             | 247.2        |
| 顕生代      | 中生代 | 三畳紀   | 前期三畳紀   | オレネキアン           | 251.2        |
| 顕生代      | 中生代 | 三畳紀   | 前期三畳紀   | インドゥアン           | 251.902      |
| 顕生代      | 古生代 | 古生代   | 古生代       |                        | 541          |
| 原生代      | 原生代 | 原生代   | 原生代       |                        | 2500         |
| 太古代      | 太古代 | 太古代   | 太古代       |                        | 4000         |
| 冥王代      | 冥王代 | 冥王代   | 冥王代       |                        | 4600         |
| 1. 2. 3. 4. |        |          |              |                        |              |

白亜紀（はくあき、白堊紀、英：Cretaceous period）は、約1億4,500万年前から6,600万年前にあたる中生代最後の時代である地質時代の一つ。後期、前期の2つの世に区分される。
「白堊」の「堊（アク; アと読むのは慣習）」の字は粘土質な土、すなわち石灰岩を意味し、石灰岩の地層から設定された地質年代のため白堊紀の名がついた。また「白亜」の「亜」は、「堊」の同音の漢字による書きかえである。

## 概要
温暖な気候と高海水準とで特徴付けられる時代である。他の地質時代と同様に、開始と終了との地層には際立った特徴があるものの、正確な年代については、数百万年程度の誤差が見受けられる。白亜紀の終わりを示すK-Pg境界においては、イリジウムが大量に含まれた粘土層が世界中に見つかっている。これは、6,568万年前にユカタン半島及びメキシコ湾にある巨大なチクシュルーブ・クレーターを作った隕石の衝突によってその破片が地上に降り積もったものと考えられている。この隕石の落下が引き起こした気候変動が、白亜紀末の大量絶滅に関係しているという学説は、現在では地質学者、古生物学者等の間で広く支持されている。

## 気候と生物

### 気候
ジュラ紀から白亜紀の境目に大きな絶滅などはなく、長期にわたり温暖で湿潤な気候が続いた。前期白亜紀において、一時的な寒冷化が見られるものの、同時期の表層海水温に関する研究では、低緯度地域で32 ℃、中緯度地域で26 ℃と現在より高い海水温で安定していたことがわかっている。末期には気候帯が現われ、植物相にも変化が見られた。

### 植物
植物は、主流であった原始的な裸子植物やシダなどが減少し、被子植物が主流となって進化、繁栄を遂げた。スギなどの針葉樹は現代と同じ形まで進化し、イチジク、スズカケノキ、モクレンなどが現在とほぼ同じ形となった。

### 地上動物
超大陸パンゲアの分裂が一層進んだが、これによって地理的な隔離が起きたため、陸上の生物の多様性を更に高めることとなった。地上の動物は、恐竜やワニなどの爬虫類が支配的地位を占め、ジュラ紀に続いて全盛期であった。地上、海洋及び空を含め多種多様な進化を遂げている。白亜紀前期まではジュラ紀に栄えた恐竜の系統も依然健在であったが、白亜紀後期においては、その多くは姿を消した（アロサウルス上科、ディプロドクス上科、ステゴサウルス類など）。代わってジュラ紀にはあまり目立たなかった系統の恐竜が新たな進化を遂げ、放散することになる。白亜紀後期の恐竜及び翼竜の代表的な種は、ティラノサウルス、トリケラトプス、プテラノドンなどが知られる。しかし白亜紀末期に他の多くの生物と共に恐竜は衰退し、最終的に現生鳥類を除いて絶滅する（後述）。また、翼竜類においては特に翼指竜亜目が白亜紀前期に多様化のピークを迎えていたが（翼竜の中でも嘴口竜亜目は前期を最後に姿を消した）、白亜紀後期には鳥類の発展と対照的に中・小型の翼竜類が衰え、プテラノドンやケツァルコアトルスなど大型種だけが残る状況となっていた。有鱗目 においてヘビ類が地中性又は水中性のトカゲ類から進化したのも、白亜紀であるとされる。
哺乳類は、この時代に形態を大きく進化させ、胎生を持つようになり、また、有袋類及び有胎盤類への分化を遂げた。中には恐竜の幼体を襲っていた種もある。ただし、それらの形態は、小さな形の種にとどまっていたものが多い。有胎盤類は、白亜紀後期には既に多くの系統へと分岐していたようである。2012年に中国で発掘された化石ではプシッタコサウルスに噛み付いて襲うレペノマムスの化石が発見されている。
前時代に恐竜から分岐した鳥類では、この時代に真鳥類が出現している。しかし、大勢を占めたのは、古鳥類であり、陸上性では孔子鳥、エナンティオルニス類などが繁栄した。なお、海鳥では、真鳥類のヘスペロルニス、イクチオルニスなどが栄えた。しかし、白亜紀に全盛を迎えたこれらの鳥類の集団は、白亜紀末期にほとんどが絶滅した。この時期に現生鳥類の直系の祖先も出現している。多くの目は、白亜紀後期には分化していたようだ。

### 海洋動物
海洋では1億2000万年前に現在のオントンジャワ海台を形成した大規模な海底火山噴火が南太平洋で発生した（その2000〜4000万年後には更に二次的な噴火が起きた）。更にカリブ海、インド洋のケルゲレンなどでも大規模な火山活動が度々発生し、これらの火山噴火に前後して海洋無酸素事変も発生している。白亜紀後期序盤に魚竜、海生ワニ類、大型のプリオサウルス類（首長竜の一群）が絶滅したのは、この影響ともされる。代わって後期白亜紀全体の生態的支配的地位を占めた頂点捕食者のモササウルス類、エラスモサウルス類をはじめとする首長竜などが繁栄した。軟骨魚類では現在見られる型のエイ及びサメ、硬骨魚類ではニシン類が現れ、軟体動物では狭義のアンモナイトなどが進化を遂げた。
ジュラ紀中期に誕生した浮遊性有孔虫、及びココリスなどのナンノプランクトンは、この時期に生息域を大きく拡大させ、その遺骸は白亜紀の名称の元となった石灰岩層を形成した。

## K-Pg境界の大量絶滅
地上・空・海で繁栄していた爬虫類であったが、白亜紀の末には急減した。大量絶滅の影響を受けたためである。
白亜紀末には、地球史の上で5回目の、規模としては古生代ペルム紀末期の大絶滅（P-T境界）に次ぐ大規模な絶滅が起きた（K-Pg境界）。この大量絶滅では、陸上生物の約50%、海洋生物の約75%、生物全体で約70%が絶滅したと考えられている。哺乳類・爬虫類・鳥類の多くが絶滅し、特に恐竜は（現生種につながる真鳥類を除いて）全てが絶滅した。また、海洋においても、カメ、カンプソサウルス（チャンプソサウルス）類以外の全ての海棲爬虫類、全てのアンモナイト類が絶滅している。しかし、アメリカで、この大量絶滅から70万年後とされる地層からアラモサウルスの化石が発見され、議論を呼んでいる。この発見は、カナダのアルバータ大学などの研究により確認され、論文がアメリカ地質学協会の専門誌に掲載された。
現在では絶滅の直接の原因は隕石（小惑星）の衝突によるものであるという説が広く知られており、2010年3月5日には12ヶ国の研究機関による研究チームが同説が絶滅の直接の原因であると結論づけた。ただし、それ以外の説も依然として存在する。

## 地質
白亜紀の終わりにかけて、パンゲア大陸は完全に分裂し、配置は異なるものの現在ある大陸と同じ構成になった。ローラシア大陸は北アメリカとヨーロッパとに分かれて大西洋が広がり、ゴンドワナ大陸は南極大陸、オーストラリア大陸、アフリカ大陸、南アメリカ大陸に分割された。インド及びマダガスカルは，まだアフリカと陸続きであったが末期には分裂し島大陸となっていた。北アメリカ大陸に食い込むようにして形成されていた浅い海は石炭層に挟まれて陸地となり、海の堆積物を多く残した。この他で重要な白亜紀の地層の露出は、中国とヨーロッパとで見られる。また、インドのデカントラップにある大量の溶岩の地層は、白亜紀から暁新世にかけて形成されたものであることがわかっている。